# ラグビージョージア代表
ラグビージョージア代表 (グルジア語: საქართველოს მორაგბეთა ეროვნული ნაკრები) は、ジョージアラグビー協会によるラグビーユニオンのナショナルチーム。愛称は「レロス」である。

## 概要
ソビエト連邦下時代の1964年にグルジア協会として発足されたが、当時はまだソ連代表として戦っており、グルジアからソ連代表に選手を送り込むのみであった。
1989年、ヨーロッパラグビー協会（現在のラグビーヨーロッパ）に加盟し、同年9月12日にはジンバブエと初めてテストマッチを戦ったが、ソ連崩壊後も独立国家共同体チームとして戦い、1992年に国際ラグビー評議会（現在のワールドラグビー）に加盟。本格的な活動を開始。ラグビーユニオンを国民的スポーツとして定着させた。
W杯は1999年大会予選でプレーオフに進んだが、トンガに敗退。2003年大会で初出場を果たす。しかしプール戦全敗に終わる。2大会連続出場となった2007年大会ではナミビアを相手にワールドカップ初勝利をあげたが、残り3試合で敗れ、プール戦敗退。だが、アイルランド相手に善戦した（10-14）。2011年大会のプール戦でも1勝3敗に終わった。2015年大会もプール戦で敗退したが、初めて2勝をあげ、グループ3位という成績を残した。これにより、2019年大会の出場権を獲得した。
2020年、オータム・ネイションズカップに参加した。
2022年2月からウクライナに対するロシアの軍事侵攻が始まった。これに伴って、ワールドカップ2023出場権2枠を争い2021年と2022年の2シーズンにわたり開催中だったヨーロッパ選手権において、ロシアの資格停止が2022年3月10日に決定した。これにより、ジョージアは総合順位で2位以上となることが確定し、ワールドカップ2023に6大会連続6回目の出場権を得た。同3月12日にルーマニア代表を破り、8勝1分（総勝点39）でヨーロッパ地区1位になり、ワールドカップ2023はプールCでの出場が決まった。

## ワールドカップの成績
- 1987年 - 不参加
- 1991年 - 地区予選敗退
- 1995年 - 地区予選敗退
- 1999年 - 地区予選敗退
- 2003年 - プール戦敗退
- 2007年 - プール戦敗退
- 2011年 - プール戦敗退
- 2015年 - プール戦敗退
- 2019年 - プール戦敗退
- 2023年 - プール戦敗退
- 2027年 - 本大会出場

## 選手

### 現在の代表
ジョージア代表スコッド
- ヘッドコーチ :  リチャード・コッカリル（英語版）

| 選手                               | ポジション     | 誕生日 (年齢)          | キャップ | チーム                     |
| ---------------------------------- | -------------- | ---------------------- | -------- | -------------------------- |
| ヴァフタング・ジンチャラゼ         | フッカー       | 1999年11月8日（25歳）  | 0        | USAペルピニャン            |
| ヴァノ・カルカゼ                   | フッカー       | 2000年6月25日（24歳）  | 16       | モンペリエ                 |
| イラクリ・クヴァタドゼ             | フッカー       | 1997年3月8日（28歳）   | 0        | ブラックライオン           |
| ダビット・アブドゥシェリシュヴィリ | プロップ       | 2001年2月25日（24歳）  | 0        | ブラックライオン           |
| ニカ・アブラゼ                     | プロップ       | 1995年8月20日（29歳）  | 16       | モンペリエ                 |
| ギオルギ・アクハラゼ               | プロップ       | 1999年4月13日（26歳）  | 7        | ASMクレルモン              |
| イラクリ・アプツィアウリ           | プロップ       | 2003年2月23日（22歳）  | 11       | リヨンOU                   |
| ベカ・ギガシヴィリ                 | プロップ       | 1992年2月17日（33歳）  | 35       | RCトゥーロン               |
| アレクサンドレ・クンテリア         | プロップ       | 2002年6月26日（22歳）  | 2        | ラ・ロシェル               |
| バチュキ・チュムバドゼ             | プロップ       | 2001年11月30日（23歳） | 0        | ブラックライオン           |
| ミハイル・バブナシヴィリ           | ロック         | 1996年5月31日（29歳）  | 11       | ブラックライオン           |
| ラド・チャチャニドゼ               | ロック         | 2000年5月14日（25歳）  | 20       | ブラックライオン           |
| グラム・グビニアシビリ             | ロック         | 2003年1月30日（22歳）  | 2        | ブラックライオン           |
| ギオルギ・ジャヴァクヒア           | ロック         | 1996年9月24日（28歳）  | 15       | FCグルノーブル             |
| ルカ・イヴァニシュヴィリ           | バックロー     | 2001年11月25日（23歳） | 16       | ブラックライオン           |
| トルニケ・ジャラゴニア             | バックロー     | 1998年12月12日（26歳） | 36       | プロヴァンス               |
| ベカ・サギナゼ                     | バックロー     | 1998年10月29日（26歳） | 42       | リヨンOU                   |
| ギオルギ・シナウリゼ               | バックロー     | 1991年5月17日（34歳）  | 0        | ブラックライオン           |
| イリア・スパンデラシヴィリ         | バックロー     | 1997年9月10日（27歳）  | 9        | ヴァランス・ロマンス       |
| ギオルギ・ツツキリゼ               | バックロー     | 1996年11月26日（28歳） | 39       | ブラックライオン           |
| ミハイル・アラニア                 | スクラムハーフ | 1999年11月19日（25歳） | 5        | オーリヤック               |
| ヴァシル・ロブジャニゼ             | スクラムハーフ | 1996年10月14日（28歳） | 88       | オヨナ                     |
| テンギズ・ペラニドゼ               | スクラムハーフ | 1998年4月6日（27歳）   | 2        | ブラックライオン           |
| テド・アブジャンダゼ               | フライハーフ   | 1999年6月13日（26歳）  | 54       | オーリヤック               |
| ルカ・マトカヴァ                   | フライハーフ   | 2001年10月5日（23歳）  | 23       | ブラックライオン           |
| トルニケ・カホイゼ                 | センター       | 2003年8月16日（21歳）  | 7        | ブラックライオン           |
| ギオルギ・カインドラヴァ           | センター       | 2005年2月22日（20歳）  | 2        | ユニオン・ボルドー・ベグル |
| ギオルギ・クヴェセラゼ             | センター       | 1997年11月11日（27歳） | 61       | FCグルノーブル             |
| デムリ・タプラゼ                   | センター       | 2000年3月18日（25歳）  | 40       | ブラックライオン           |
| シャルヴァ・アピトゥアウリ         | ウイング       | 2003年2月28日（22歳）  | 0        | ブラックライオン           |
| アカキ・タブツァゼ                 | ウイング       | 1997年8月19日（27歳）  | 44       | ブラックライオン           |
| アレクサンドレ・トドゥア           | ウイング       | 1987年11月2日（37歳）  | 115      | ブラックライオン           |
| オタル・メトレヴェリ               | フルバック     | 2004年9月12日（20歳）  | 0        | ブラックライオン           |
| ダヴィト・ニニアシヴィリ           | フルバック     | 2002年7月14日（22歳）  | 33       | リヨンOU                   |
| ダッチ・パプナシュヴィリ           | フルバック     | 2001年10月20日（23歳） | 0        | オーリヤック               |
| ルカ・チレキゼ                     | フルバック     | 2004年8月25日（20歳）  | 1        | ブラックライオン           |

※所属、 キャップ数(Cap)は2025年6月14日現在

## ワールドラグビー男子ランキング
ワールドラグビーが発表するデータにもとづく。
| ワールドラグビー男子ランキング 上位30チーム（2025年5月26日時点） | ワールドラグビー男子ランキング 上位30チーム（2025年5月26日時点） | ワールドラグビー男子ランキング 上位30チーム（2025年5月26日時点） | ワールドラグビー男子ランキング 上位30チーム（2025年5月26日時点） |
| 順位                                                             | 変動*                                                            | チーム                                                           | ポイント                                                         |
| ---------------------------------------------------------------- | ---------------------------------------------------------------- | ---------------------------------------------------------------- | ---------------------------------------------------------------- |
| 1                                                                | 増減なし                                                         | 南アフリカ共和国                                                 | 092.78                                                           |
| 2                                                                | 増減なし                                                         | ニュージーランド                                                 | 090.36                                                           |
| 3                                                                | 増減なし                                                         | アイルランド                                                     | 089.83                                                           |
| 4                                                                | 増減なし                                                         | フランス                                                         | 089.51                                                           |
| 5                                                                | 増減なし                                                         | アルゼンチン                                                     | 084.97                                                           |
| 6                                                                | 増減なし                                                         | イングランド                                                     | 084.73                                                           |
| 7                                                                | 増減なし                                                         | スコットランド                                                   | 082.36                                                           |
| 8                                                                | 増減なし                                                         | オーストラリア                                                   | 081.52                                                           |
| 9                                                                | 増減なし                                                         | フィジー                                                         | 080.07                                                           |
| 10                                                               | 増減なし                                                         | イタリア                                                         | 077.77                                                           |
| 11                                                               | 増減なし                                                         | ジョージア                                                       | 074.69                                                           |
| 12                                                               | 増減なし                                                         | ウェールズ                                                       | 073.39                                                           |
| 13                                                               | 増減なし                                                         | 日本                                                             | 072.95                                                           |
| 14                                                               | 増減なし                                                         | サモア                                                           | 072.68                                                           |
| 15                                                               | 増減なし                                                         | アメリカ合衆国                                                   | 070.02                                                           |
| 16                                                               | 増減なし                                                         | スペイン                                                         | 067.34                                                           |
| 17                                                               | 増減なし                                                         | ウルグアイ                                                       | 067.06                                                           |
| 18                                                               | 増減なし                                                         | ポルトガル                                                       | 066.44                                                           |
| 19                                                               | 増減なし                                                         | トンガ                                                           | 065.46                                                           |
| 20                                                               | 増減なし                                                         | ルーマニア                                                       | 064.61                                                           |
| 21                                                               | 増減なし                                                         | チリ                                                             | 061.72                                                           |
| 22                                                               | 増減なし                                                         | ベルギー                                                         | 059.98                                                           |
| 23                                                               | 増減なし                                                         | カナダ                                                           | 059.49                                                           |
| 24                                                               | 増減なし                                                         | 香港                                                             | 059.18                                                           |
| 25                                                               | 増減なし                                                         | ナミビア                                                         | 057.87                                                           |
| 26                                                               | 増減なし                                                         | ジンバブエ                                                       | 057.16                                                           |
| 27                                                               | 増減なし                                                         | オランダ                                                         | 057.01                                                           |
| 28                                                               | 増減なし                                                         | ブラジル                                                         | 056.53                                                           |
| 29                                                               | 増減なし                                                         | スイス                                                           | 055.26                                                           |
| 30                                                               | 1                                                                | ポーランド                                                       | 054.06                                                           |
| *前週からの変動                                                  |                                                                  |                                                                  |                                                                  |
| ジョージアのランキングの推移                                     |                                                                  |                                                                  |                                                                  |
| 生のグラフデータを参照/編集してください.                         |                                                                  |                                                                  |                                                                  |
| 出典: ワールドラグビー 推移グラフの最終更新: 2025年5月26日       |                                                                  |                                                                  |                                                                  |
|                                                                  | 現在、技術上の問題で一時的にグラフが表示されなくなっています。   |                                                                  |                                                                  |